# NGC 4230
NGC 4230 — группа звёзд в созвездии Центавра. Открыта Джоном Гершелем в 1837 году.
По разным признакам, NGC 4230 является не рассеянным звёздным скоплением, каким может показаться, а лишь случайной группировкой звёзд в проекции на небесную сферу. В частности, диаграмма Герцшпрунга — Рассела и диаграмма цвет — цвет для предполагаемых звёзд скопления не показывает наличия главной последовательности. Оценки расстояния до гипотетического скопления и его возраста в разных исследованиях не согласуются. Наконец, распределение параллаксов и собственных движений предполагаемых звёзд скопления не отличается от такового для звёзд фона.
Этот объект входит в число перечисленных в оригинальной редакции «Нового общего каталога».